# دیورا (کلرادو)
دیورا (به انگلیسی: Deora) یک منطقهٔ مسکونی در ایالات متحده آمریکا است که در شهرستان باکا، کلرادو واقع شده‌است. دیورا ۱٬۴۲۰ متر بالاتر از سطح دریا واقع شده‌است.